# Wulagazaur
Wulagazaur (Wulagasaurus) – rodzaj hadrozauroida występującego w późnej kredzie na terenach Chin (Azja). Jego nazwa rodzajowa oznacza „jaszczur z Wulaga” i odnosi się do miejsca odkrycia jego skamielin, a epitet gatunkowy honoruje chińskiego paleontologa Donga Zhiminga. Podobnie jak inne hadrozauroidy i ogólnie ornitopody był roślinożercą. Jego pochodzące z mastrychtu szczątki zostały znalezione w formacji Yuliangze (Wulaga, Chiny, Azja). W odróżnieniu od innych hadrozaurów znanych z tej formacji był hadrozaurem płaskogłowym. Holotyp tego dinozaura składa się z niekompletnej kości zębowej. Inny materiał przypisany do tego zwierzęcia przez autorów jego opisu składa się z puszek mózgowych (GMHWJ1, W384, W421), kości jarzmowej (GMH W166), szczęk (GMH W233, GMH W400-10), kości zębowej (GMH W217), łopatek (GMH W267, W411), mostków (GMH W194, W401), kości ramiennych (GMH W320, W515-B), kości kulszowej (GMH W398−A). Xing i współpracownicy (2012) stwierdzili jednak, że część tych kości (wymienione wyżej puszki mózgowe, szczęki i łopatka GMH W267) należą do hadrozaura z podrodziny Lambeosaurinae i tym samym nie mogą należeć do wulagazaura; dodatkowo autorzy ci stwierdzili, że mostek GMH W401 jest uszkodzony i – biorąc pod uwagę jego niewielkie rozmiary – prawdopodobnie należy do młodego osobnika, którego przynależności gatunkowej nie można potwierdzić. Autorzy ci przypisali natomiast osobnikom z gatunku Wulagasaurus dongi kilka dodatkowych skamieniałości, w tym m.in. kość kwadratową GMH W394, mostek GMH W458, kości krucze GMH WH194 i GMH W385, kość biodrową GMH W359, kość kulszową GMH W362 oraz kości strzałkowe GMH W50-2 i GMH W212. Wulagazaura charakteryzuje wąska kość zębowa i charakterystyczna budowa kości ramiennej o inaczej umieszczonych zaczepach mięśni niż u innych hadrozaurów. Przeprowadzona po odkryciu wulagazaura analiza filogenetyczna wykazała, że wulagazaur jest najbardziej bazalnym znanym hadrozaurem płaskogłowym. Dowodzi to, że hadrozaury płaskogłowe i ogólnie hadrozaury wyewoluowały w Azji. Z kolei z analizy przeprowadzonej przez Xinga i współpracowników (2012) wynika, że wulagazaur był taksonem siostrzanym do kladu tworzonego przez rodzaje Brachylophosaurus i Maiasaura.